# Röda vinbär
Röda vinbär är ett samlingsnamn för trädgårdsvinbär (Ribes rubrum) och skogsvinbär (Ribes spicatum). Ibland har bägge dessa ansetts vara underarter av samma huvudart. Förvildade trädgårdsvinbär kan förekomma i samma områden som skogsvinbär. Detaljer är ofullständigt utredda, och utbredningskartorna enligt nedan skiljer ej mellan dessa tre.

## Beskrivning
Röda vinbär kan avse såväl busken inom vinbärsläktet och familjen ripsväxter som frukterna (bären) på busken.
Busken kan bli 1 till 2 m hög. Grenarna saknar taggar och barken är gråbrun.
De klara, röda och friskt syrliga bären är ca 5 mm i diameter, och hänger i små klasar.

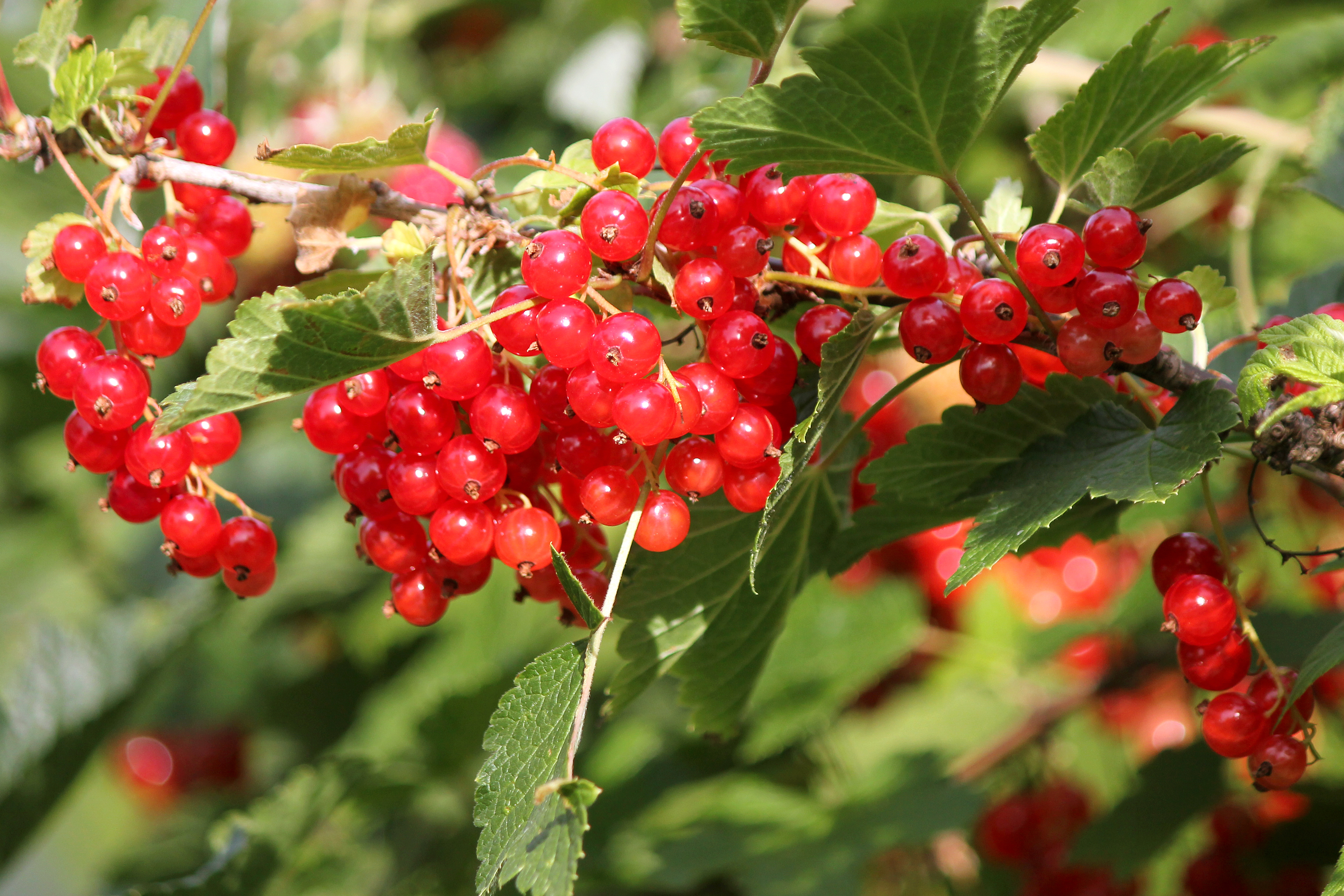
Bären är klara och röda.

Bladen slår ut senare än hos krusbäret, men röda vinbär och krusbär blommar ungefär samtidigt, i maj–juni.
Bladen är 3–5-flikade, spetstandade, mörkgröna och matta på ovansidan, ljusare och mjukhåriga på undersidan. (Förväxlingsarten måbär har däremot blad som är mindre spetsiga.)

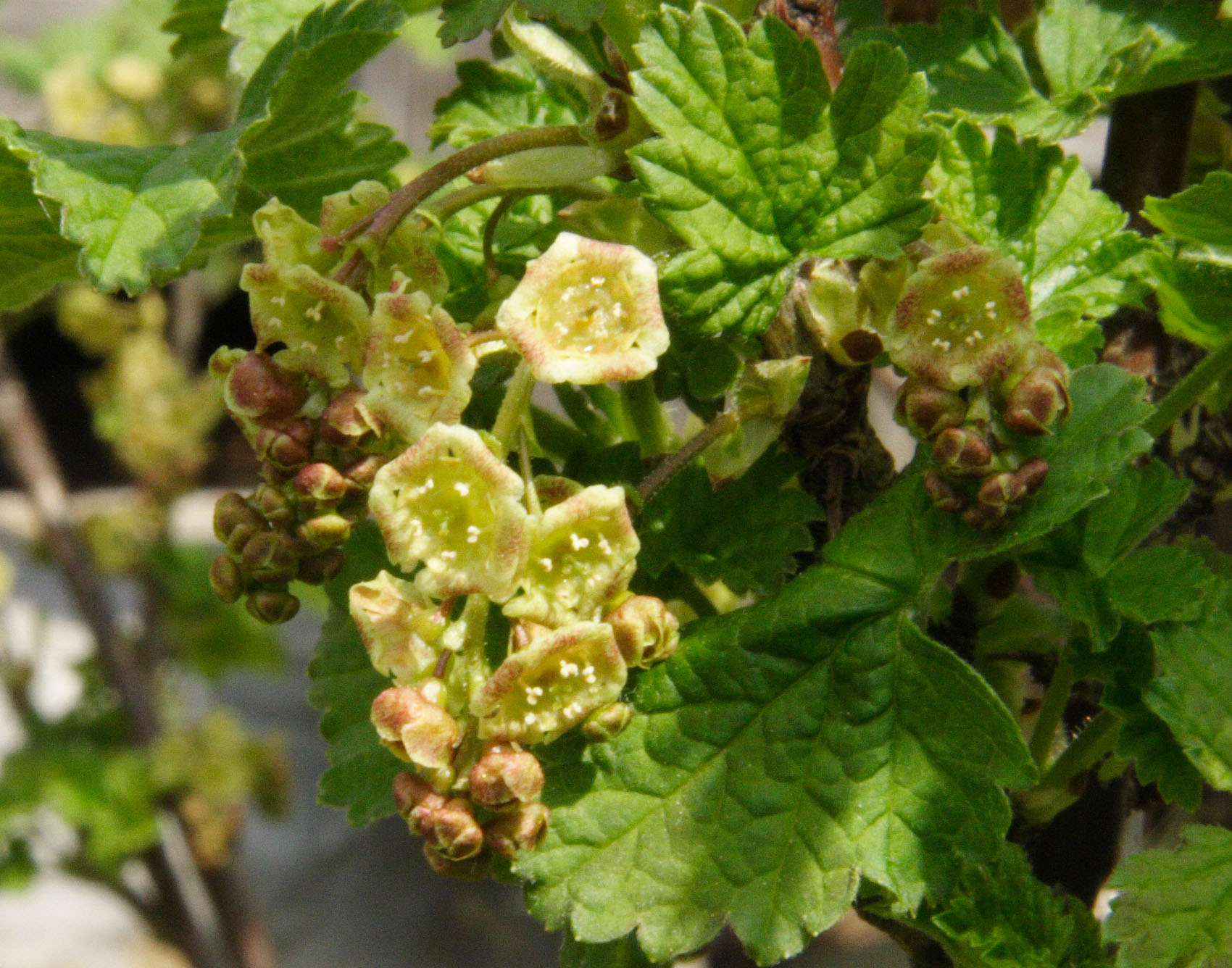
De små gröngula blommorna sitter i klasar.

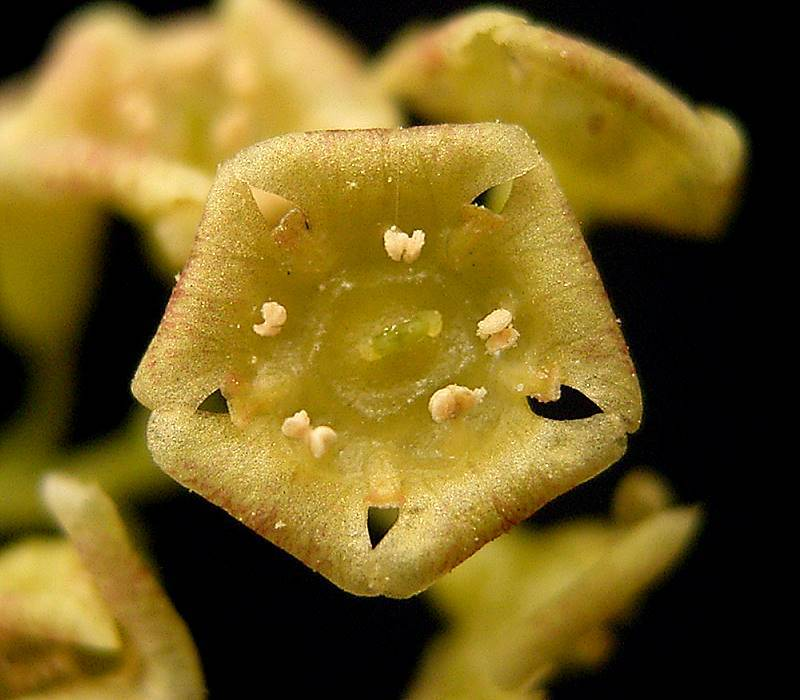
Blomma i närbild.

Blommorna är plattare än krusbärets klocklika, mer som en liten djup tallrik. De är ganska små och enfärgat gulgröna eller rödaktiga i klasar.

## Habitat
Vinbärsbuskar växer över nästan hela Sverige, och är med all säkerhet vilda från Jämtland och norrut. I övriga landet är det troligen en blandning av ursprungliga vilda former och förvildade odlade.
Utanför Sverige förekommer röda vinbär i stora delar av Europa och norra Asien samt även i Nordamerika, men är inte ursprunglig där.
Odlade röda vinbär har funnits i minst 300 år. De är korsningar mellan olika närbesläktade småarter med hemvist i olika delar av Europa.

### Odlade sorter
- Jonkheer van Tets - härdig till och med zon 5
- Laxtons N:r 1 (rikbärande)
- Red Cross - härdig till och med zon 5 (rikbärande, söt smak)
- Röda körsbärsvinbär (gammal sort, saftrika bär)
- Red Lake - härdig till och med zon 6
- Röda Holländska - härdig till och med zon 6 (mycket bördig, sur smak, idealisk för konservering)

## Biotop
De vilda eller förvildade formerna förekommer mest som buskage på steniga ställen.

## Användning
Bären kan användas till gelé, saft eller sylt. Syran gör att de blir hållbara och lämpliga att frysa in.

### Medicinskt
Inom folkmedicinen har röda vinbär ansetts ha lösande, kylande, stillande och antiseptisk verkan. I äldre upplagor av svenska farmakopén fanns röda vinbär under namnet Baccaæ Ribis rubri.

## Vita vinbär

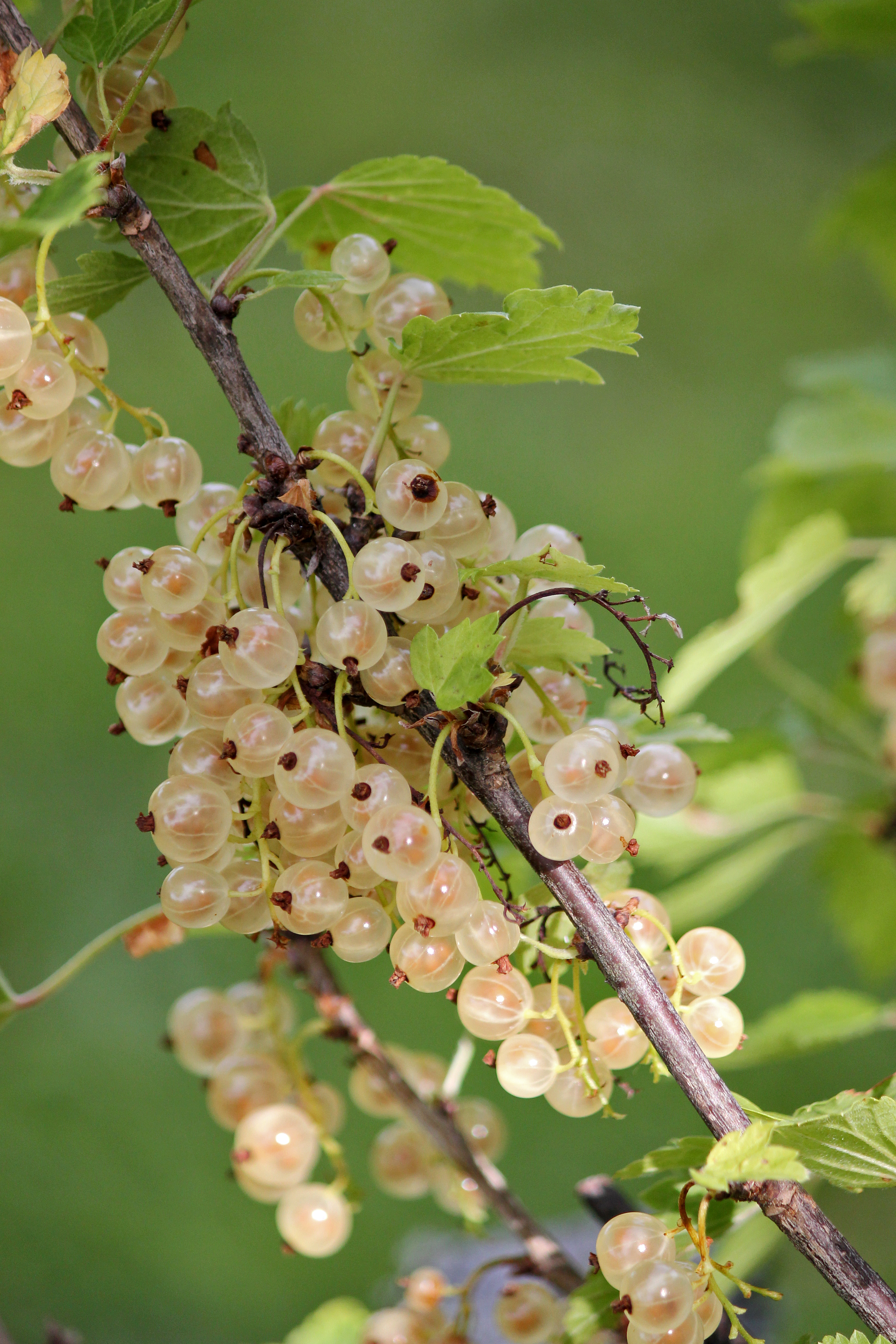
Vita vinbär.

Vita vinbär är en mutation av röda vinbär där det röda färgämnet saknas.
- Vita Långklasiga - härdig till och med zon 5
- Gullan - härdig till och med zon 5

### Övrigt
- Röda vinbär på livsmedelsdatabasen Fineli